# Raveniola xizangensis
Raveniola xizangensis is een spinnensoort in de taxonomische indeling van de bruine klapdeurspinnen (Nemesiidae).
Raveniola xizangensis werd in 1987 beschreven door Hu & Li.